# Rock sinfonico
Il rock sinfonico (in inglese symphonic rock, o anche symphonic prog) è una corrente interna al rock progressivo caratterizzato da sonorità più ampie e articolate, con partiture spesso complesse che non di rado utilizzano soluzioni prese in prestito dalla musica classica.
Talvolta è definito anche rock barocco e rock romantico.

## Caratteristiche generali
Dal punto di vista strettamente musicale il rock sinfonico prevede l'utilizzo di sezioni orchestrali di stampo classico accostate a strumentazioni tipiche del rock: ne sono un classico esempio varie opere degli Emerson, Lake & Palmer che giunsero anche a riletture di brani di musica classica moderna (Fanfare for the Common Man e Hoedown di Aaron Copland, Quadri di un'esposizione di Musorgskij, allegro barbaro di Béla Bartók, Knife-Edge di Leoš Janáček, ecc.).
Lo strumento dominante è l'organo elettronico, elemento caratterizzante di tutte le opere tastieristiche symphonic rock, che trasforma la canzone romantica in un'opera monumentalmente tecnologica. Per via di questo carattere "tecnologico", talvolta è chiamato anche tecno-rock. La prima generazione, in particolare, viene inoltre chiamata "flash-rock", e fu dominata dagli Yes, dai Genesis e dagli Emerson, Lake & Palmer, in particolare per la presenza di Keith Emerson e Rick Wakeman.
Tra i protagonisti della seconda generazione, invece, troviamo gli Audience (in particolare House on the Hill), i Barclay James Harvest e i primi Electric Light Orchestra.
Nell'ambito delle composizioni originali symphonic prog (quindi, non rifacimenti di preesistenti brani classici), notevoli esempi di una perfetta integrazione tra strumentazione rock e orchestra sinfonica sono gli album del tastierista Rick Wakeman The Myths and Legends of King Arthur (1975) e Journey to the Centre of the Earth (1974). Da ricordare anche Atom Heart Mother (1970) dei Pink Floyd, una suite di quasi 24 minuti con interventi di fiati, violoncello e cori classici, alla cui realizzazione ha contribuito Ron Geesin, compositore classico e sperimentale.

## Esponenti
Importanti gruppi e artisti del rock sinfonico inglese sono stati Emerson, Lake & Palmer, Genesis, Gentle Giant, King Crimson, Moody Blues, Rick Wakeman, Yes e Camel.
Una scena particolarmente florida di rock progressivo sinfonico è quella italiana, soprattutto degli anni settanta, in cui si assiste alla comparsa di centinaia di gruppi che propongono una variante del genere che si discosta dalla scena inglese grazie a un uso ancora più evidente della melodia, retaggio della tradizione della musica popolare melodica italiana diffusa in quegli anni. Gran parte della produzione di rock progressivo italiano di quegli anni presenta una componente sinfonica, spesso utilizzando lo strumento del concept album come mostrano album come Concerto Grosso per i New Trolls dei New Trolls, Preludio tema variazioni canzona degli Osanna, Contaminazione de Il Rovescio della Medaglia (tutti e tre con l'orchestrazione di Luis Bacalov), Alphataurus degli Alphataurus, Il tempo della gioia di Quella Vecchia Locanda, Zarathustra del Museo Rosenbach, Banco del Mutuo Soccorso del gruppo omonimo. Altri esponenti sono stati artisti quali Biglietto per l'Inferno, De De Lind, Campo di Marte;, Latte e Miele, Le Orme, Metamorfosi, Pooh (Parsifal, Un po' del nostro tempo migliore), Premiata Forneria Marconi, la Locanda delle Fate.
In Francia, gli esponenti del genere si possono classificare in due correnti: la prima è quella degli artisti ispirati dalle tastiere degli Yes e King Crimson, come Atoll, Pulsar e Carpe Diem; altri, invece, si ispirarono più al rock "teatrale" dei Genesis, come gli Ange e i Mona Lisa.
Spesso oscurati dalla cultura krautrock, gli artisti tedeschi furono invece influenzati in particolar modo da Yes e Genesis. Tra questi spiccano Grobschnitt, Hoelderlin, Eloy, Anyone's Daughter e Novalis dalla Germania Ovest e Stern-Combo Meißen ed Electra dalla Germania Est.